# Boediardjo

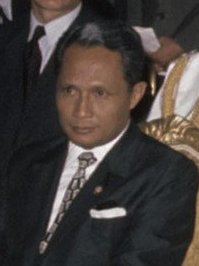
Boediardjo (29. August 1971)

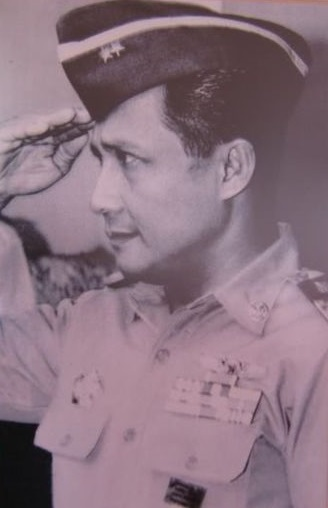
Generalmajor Boediardjo

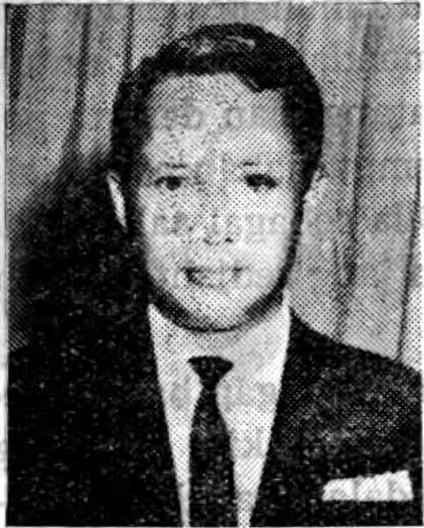
Boediardjo als Informationsminister

Boediardjo (* 16. November 1921 in Magelang, Zentraljava, Java, Niederländisch-Indien; † 15. März 1997 in Jakarta) war ein indonesischer Offizier, Diplomat und Politiker der Partei der funktionalen Gruppen Golkar (Partai Golongan Karya), der unter als Vizemarschall stellvertretender Chef des Stabes der Luftstreitkräfte war. Er war zwischen 1965 und 1968 Botschafter in Kambodscha sowie im Kabinett Pembangunan I von Staatspräsident Suharto von 1968 bis 1973 Informationsminister. Er fungierte des Weiteren zwischen 1976 und 1979 als Botschafter in Spanien.

## Leben
Boediardjo besuchte während der niederländischen Kolonialzeit die Grundschule HIS (Hollandsch-Inlandsche School) von Rejosari in Semarang sowie zwischen 1935 und 1939 die Mittelschule MULO (Meer Uitgebreid Lager Onderwijs) in seinem Geburtsort Magelang. Er trat 1939 in die Luftstreitkräfte der niederländischen Kolonialarmee (Militaire Luchtvaart van het Koninklijk Nederlandsch-Indisch Leger) ein und gehörte dieser bis 1942 an. Er begann 1940 eine Ausbildung zum Funktechniker in Bandung und war während der japanischen Besetzung war er nach einer entsprechenden Ausbildung zwischen 1943 und 1945 Mitarbeiter der staatlichen Eisenbahngesellschaft Rikuyu Sōkyoku. Nach dem Ende des Zweiten Weltkrieges und der Unabhängigkeit Indonesiens trat er in die am 9. April 1946 gegründeten Luftstreitkräfte TNI AU (Tentara Nasional Indonesia Angkatan Udara) ein und absolvierte 1951 eine Pilotenausbildung in Bandung. 1952 wurde er nach dem Besuch des Staffelkommandantenkurses sowie der Schule für Strategie in Jakarta Direktor für Kommunikation und Navigation der Luftstreitkräfte. Er war 1954 Absolvent des Royal Air Force Staff College Andover, der Stabsschule der britischen Royal Air Force (RAF) und stieg nach seiner Rückkehr bis zum Vizemarschall (Marsekal madya) auf, was einem Generalleutnant entspricht. Zuletzt war er bis zu seinem Ausscheiden aus dem aktiven Militärdienst 1965 stellvertretender Chef des Stabes der Luftstreitkräfte (Wakil Kepala Staf TNI Angkatan Udara). Er engagierte sich zudem zwischen 1962 und 1983 als Generalvorsitzender des Indonesischen Orchideenverbandes (Persatuan Anggrek Indonesia). Ihm zu Ehren wurde 1972 die Orchideenart „Paraphalaenopsis Boediardjo“ benannt und die Namensgebung von der Royal Horticultural Society (RHS) bestätigt.
Nach seinem Ausscheiden aus den Luftstreitkräften übernahm Boediardjo 1965 von Abdul Karim Rasyid den Posten als Botschafter in Kambodscha und verblieb auf diesem diplomatischen Posten in Phnom Penh bis 1968, woraufhin Suharnoko Harbani ihn ablöste. Nach seiner Rückkehr wurde er am 6. Juni 1968 als Informationsminister (Menteri Penerangan) in das Kabinett Pembangunan I von Staatspräsident Suharto berufen und gehörte diesem bis zum 28. März 1973 an.
Im Anschluss war er zwischen 1974 und 1978 Leiter der Sozial- und Kulturabteilung der Persatuan Purnawirawan dan Warakawuri TNI-POLRI PEPABRI, eine von Präsident Sukarno in den 1950er Jahren gegründete Wohltätigkeitsorganisation ehemaliger Angehöriger, Kriegsveteranen und Widerstandskämpfer aus den Streitkräften und der Nationalpolizei. Ferner wurde er 1974 Vorsitzender der Nawangi-Puppenstiftung (Yayasan Pewayangan Nawangi) und stiftete seine Gesamtsammlung von etwa 1.848 Wayang-Puppen dem Wayang Museum „Sasana Guna Rasa“.
1976 übernahm Boediardjo die neu geschaffene Funktion des Botschafters in Spanien und bekleidete diesen diplomatischen Posten in Madrid bis 1979, woraufhin Soerodjo Sarni seine dortig Nachfolge antrat. Nach seiner Rückkehr war er zwischen 1979 und 1985 Geschäftsführender Direktor der Perseroan Terbatas PT Taman Wisata Candi, eine Aktiengesellschaft, die touristischen Parks der Tempelanlagen (Candi) von Borobudur und Prambanan verwaltet. Für seine Verdienste im Tourismus wurde ihm der Bintang Adikarya Pariwisata verliehen. Daneben wurde er 1979 Leiter der Abteilung für Recht, soziale und kulturelle Angelegenheiten der indonesischen Veteranenlegion LVRI (Legiun Veteran Republik Indonesia). Aus seiner Ehe mit Sri Redjeki gingen die vier Kinder: Dandung Bardo Kahono, Ennie Angkawati Boediardjo, Grombyang Setyaning Boediardjo und Iwan Wiwoho hervor.

## Auszeichnungen
Für seine langjährigen Verdienste wurde er mehrfach ausgezeichnet.
Auswahl der Dekorationen:
- Bintang Gerilya (Guerilla-Stern)
- Bintang Garuda (Garuda-Stern)
- Bintang Dharma (Dharma-Stern)
- Bintang Mahaputera Adipradana (Mahaputera Adipradana-Stern) – 1973

## Veröffentlichungen
- Pers di daerah, wawantjara Menteri Penerangan Boediardjo dengan W.J. Engka, Zein Effendi dan Agus Utoro, 1972
- Fotografi Boediardjo jeli, peduli, dan setetes seni, Yayasan Seni Rupa AiA, Jakarta 1996
- Siapa sudi saya dongengi, Pustaka Sinar Harapan, Jakarta 1996, ISBN 979-416-425-9[12]